# Naoko Yamazaki
Naoko Yamazaki (jap. 山崎直子 Yamazaki Naoko; nazwisko panieńskie Sumino) – druga Japonka zakwalifikowana jako astronauta. Pierwszą była Chiaki Mukai.
Naoko Yamazaki urodziła się 27 grudnia 1970 w Matsudo w prefekturze Chiba. Jej rodzice nosili imiona Akito i Kimie.
W latach 1975–1978 mieszkała w Sapporo. Postanowiła zostać astronautą w 1986, gdy po katastrofie promu Challenger zobaczyła materiał o Chriście McAuliffe. Po ukończeniu żeńskiej szkoły średniej przy Uniwersytecie Ochanomizu rozpoczęła studia na Uniwersytecie Tokijskim. W 1993 uzyskała bachelor’s degree, a w 1996 tytuł magistra w dziedzinie inżynierii kosmicznej i rozpoczęła pracę w JAXA.
W lutym 1999 została przyjęta jako kandydatka na astronautę, a 26 września 2001 została zakwalifikowana jako astronauta. W 2007 była dublerką swojego rodaka, astronauty Takao Doi, który poleciał w kosmos podczas misji STS-123. 5 kwietnia 2010 wystartowała do swojej jedynej misji kosmicznej na pokładzie wahadłowca Discovery (STS-131). W sierpniu 2011 opuściła JAXA.
W grudniu 1999 poślubiła Yamazaki Taichiego. Mają córkę.
Stowarzyszenie Uczestników Lotów Kosmicznych (Association of Space Explorers) przyznało jej Universal Astronaut Insignia za lot orbitalny (nr 514).

## Wykaz lotów
| Loty kosmiczne, w których uczestniczyła Naoko Yamazaki                 | Loty kosmiczne, w których uczestniczyła Naoko Yamazaki | Loty kosmiczne, w których uczestniczyła Naoko Yamazaki | Loty kosmiczne, w których uczestniczyła Naoko Yamazaki | Loty kosmiczne, w których uczestniczyła Naoko Yamazaki | Loty kosmiczne, w których uczestniczyła Naoko Yamazaki | Loty kosmiczne, w których uczestniczyła Naoko Yamazaki |
| №                                                                      | Data startu                                            | Statek kosmiczny                                       | Data lądowania                                         | Statek kosmiczny                                       | Funkcja                                                | Czas trwania                                           |
| ---------------------------------------------------------------------- | ------------------------------------------------------ | ------------------------------------------------------ | ------------------------------------------------------ | ------------------------------------------------------ | ------------------------------------------------------ | ------------------------------------------------------ |
| 1                                                                      | 5 kwietnia 2010                                        | STS-131 Discovery F-38                                 | 20 kwietnia 2010                                       | STS-131 Discovery F-38                                 | specjalista misji (MS-4)                               | 15 dni 2 godziny 47 minut 11 sekund                    |
| Łączny czas spędzony w kosmosie — 15 dni 2 godziny 47 minut 11 sekund. |                                                        |                                                        |                                                        |                                                        |                                                        |                                                        |